# Kaloula baleata
Kaloula baleata е вид земноводно от семейство Microhylidae.

## Разпространение
Видът е разпространен в Източен Тимор, Индия, Индонезия, Малайзия, Тайланд и Филипини.